# Best of The Beach Boys
Best of The Beach Boys es el primer álbum recopilatorio de The Beach Boys, y también el primero de la serie Best of..., fue editado el 5 de julio de 1966 dos meses después de Pet Sounds. Una versión con cambios en la lista de canciones se editó en Reino Unido el 11 de noviembre de 1966.

## Historia
Fue publicado en el verano de 1966, apenas dos meses después de Pet Sounds. Incluye algunas de sus canciones más populares de 1963 a 1965 habiendo algunos sencillos como lados B. El álbum alcanzó el puesto n.º 8 en Estados Unidos y pronto llegó al disco de oro. Se rumorea que Brian Wilson se irritó con Capitol por editar una compilación de las canciones más populares, puesto que sus últimos materiales eran más complejos y sofisticados. 
La edición que se editó en Reino Unido tiene una versión más revisada de las canciones, alcanzó la segunda posición en las listas británicas.
Aunque Best of The Beach Boys fuera certificado como doble platino en los Estados Unidos, esta actualmente descatalogado, habiendo compilaciones más completas.

## Lista de canciones
| Lado A |                                                       |          |  |
| N.º    | Título                                                | Duración |  |
| 1.     | «Surfin' USA» (Brian Wilson y Chuck Berry)            | 2:28     |  |
| 2.     | «Catch A Wave» (Brian Wilson y Mike Love)             | 2:18     |  |
| 3.     | «Surfer Girl» (Brian Wilson)                          | 2:26     |  |
| 4.     | «Little Deuce Coupe» (Brian Wilson y Roger Christian) | 1:50     |  |
| 5.     | «In My Room» (Brian Wilson y Gary Usher)              | 2:13     |  |
| 6.     | «Little Honda» (Brian Wilson y Mike Love)             | 1:51     |  |

| Lado B |                                                    |          |  |
| N.º    | Título                                             | Duración |  |
| 7.     | «Fun, Fun, Fun» (Brian Wilson y Mike Love)         | 2:18     |  |
| 8.     | «The Warmth of the Sun» (Brian Wilson y Mike Love) | 2:50     |  |
| 9.     | «Louie, Louie» (Richard Berry)                     | 2:23     |  |
| 10.    | «Kiss Me, Baby» (Brian Wilson y Mike Love)         | 2:35     |  |
| 11.    | «You're So Good to Me» (Brian Wilson y Mike Love)  | 2:13     |  |
| 12.    | «Wendy» (Brian Wilson y Mike Love)                 | 2:22     |  |

## Versión británica
La versión británica de Best of The Beach Boys salió al mercado a mediados de 1966 con 14 canciones, en lugar de las 12 habituales que se encuentran en los álbumes que salían en Estados Unidos. Incluye dos canciones del álbum Pet Sounds, que había tenido buena repercusión en aquel país. Esta compilación que había sido hecha como un sample para DJ de EMI, terminó vendiendo cerca 200.000 copias en septiembre de 1967 con un total  142 semanas en las listas del Reino Unido.
Lado A
1. "Surfin' Safari" (B. Wilson/Love) – 2:05
2. "Surfin' USA" (B. Wilson/Berry) – 2:28
3. "Little Deuce Coupe" (B. Wilson/Love) – 1:50
4. "Fun, Fun, Fun" (B. Wilson/Love) – 2:18
5. "I Get Around" (B. Wilson/Love) – 2:12
6. "All Summer Long" (B. Wilson/Love) – 2:05
7. "In My Room" (B. Wilson/Usher) – 2:13

Lado B
1. "Do You Wanna Dance?" (Bobby Freeman) – 2:18
2. "Help Me, Rhonda" (B. Wilson/Love) – 2:45
3. "California Girls" (B. Wilson/Love) – 2:37
4. "Barbara Ann" (Fred Fassert) – 2:05
5. "You're So Good to Me" (B. Wilson/Love) – 2:13
6. "Sloop John B" (trad. arr. B. Wilson/Al Jardine) – 2:55
7. "God Only Knows" (B. Wilson/Tony Asher) – 2:49